# Un assistant trop parfait
Un assistant trop parfait (Killer Assistant) est un téléfilm américain réalisé par Danny J. Boyle, diffusé en 2016.

Étant jeune fille, Suzanne gardait un petit garçon de sept ans nommé Curtis, celui-ci s'était beaucoup attaché à elle en l'absence de sa mère. Bien plus tard, Suzanne est devenue la rédactrice en chef de Style Harmony, un magazine féminin à succès. Sa vie prend une tournure inquiétante alors que sa chef lui impose un nouvel assistant, David Barinas.

## Fiche technique
- Réalisation : Danny J. Boyle
- Scénario : Sophie Tilson et Shanrah Wakefield
- Photographie : Patrik Thelander
- Musique : Maximilian Eberle et Chris Forsgren
- Durée : 90 minutes
- Date de diffusion :
  -  France : 19 septembre 2016 sur TF1

## Distribution
- Arianne Zucker :  Suzanne Austin
- Brando Eaton : David
- Natalie Lander : Calista Austin
- George Stults : Robert Austin
- Joanne Baron : Janet McAlper
- Todd Cahoon : Détective Westwood
- Ryan Cargill : Robert jeune
- Corey Craig : Barista
- Josh Drennen : Bob
- Theodora Greece : Lara Berkis
- Sierra Love : Nora Patters